# Libretto sanitario
Il libretto sanitario è un documento personale che attesta l'iscrizione del cittadino al Servizio sanitario nazionale (SSN) italiano. 
Esso garantisce l'assistenza pubblica sanitaria al cittadino, cioè l'accesso ai servizi sanitari nazionali.

## Introduzione
Esso venne introdotto dall'art. 27 della legge 23 dicembre 1978 n. 833 istitutiva del SSN:
"Le unità sanitarie locali forniscono gratuitamente i cittadini di un libretto sanitario personale. Il libretto sanitario riporta i dati caratteristici principali sulla salute dell'assistito esclusi i provvedimenti relativi a trattamenti sanitari obbligatori [...]. L'unità sanitaria locale provvede alla compilazione ed all'aggiornamento del libretto sanitario personale, i cui dati sono rigorosamente coperti dal segreto professionale.[...]".

## Caratteristiche
Il libretto riporta un codice, il cosiddetto «codice assistito», che è assegnato automaticamente dalla Regione e identifica l'assistito stesso, il nominativo del medico curante e l'eventuale esenzione dal pagamento del ticket sanitario.

## Soggetti per i quali è prevista la titolarità
Tutti cittadini residenti in Italia e gli stranieri, provenienti da un Paese non appartenente all'Unione europea, ma con un regolare permesso di soggiorno per i seguenti motivi: lavoro autonomo, subordinato e stagionale, iscrizione liste di collocamento, motivi familiari, asilo politico, protezione internazionale, richiesta di protezione internazionale, attesa adozione, affidamento, acquisto della cittadinanza, donne in gravidanza (non in regola con il permesso di soggiorno) anche per i sei mesi successivi al parto, minori di anni 18 non accompagnati.
Il libretto può essere richiesto solo dal medico, nell'esclusivo interesse della protezione della salute dell'intestatario.

## Requisiti per il rilascio
Il libretto sanitario viene rilasciato dagli sportelli dalla ASL di appartenenza. Il rilascio è immediato, gratuito e può essere richiesto in qualsiasi momento.
Per farne richiesta è necessario:
- copia del codice fiscale
- certificato di residenza (oppure produrre un'autocertificazione)
- copia del permesso di soggiorno se il richiedente è straniero, oppure documento di avvenuta richiesta presentata alla questura.

Per l'iscrizione di neonati uno dei genitori deve recarsi allo sportello munito di certificato di nascita in carta semplice e del codice fiscale. Per l'iscrizione di nuovi residenti provenienti da altro comune e già iscritti al Servizio sanitario nazionale si deve presentare un certificato di residenza, copia del codice fiscale, la tessera dell'ASL di provenienza e il nome del medico curante scelto.
Nel caso che il libretto venga smarrito, deteriorato o rubato, è possibile averne un duplicato facendone richiesta allo sportello dell'ASL.